# Pseudonicsara crassicercus
Pseudonicsara crassicercus is een rechtvleugelig insect uit de familie sabelsprinkhanen (Tettigoniidae). De wetenschappelijke naam van deze soort is voor het eerst geldig gepubliceerd in 1912 door Heinrich Hugo Karny.